# Tadeusz Kondrusiewicz
Tadeusz Kondrusiewicz (bielorrusso: Тадэвуш Кандрусевіч Tadewusch Kandrusewitsch) (Adelsk perto de Hrodna, República Socialista Soviética da Bielorrússia, 3 de janeiro de 1946) é um clérigo bielorrusso e arcebispo católico romano emérito de Minsk-Mohilev.

## Biografia
Kondrusiewicz frequentou a Faculdade de Física e Matemática do Instituto Pedagógico de Hrodna. Em 1970 graduou-se (com louvor) em engenharia mecânica no Instituto Politécnico de Leningrado. De 1970 a 1976, Kondrusiewicz trabalhou como engenheiro em uma fábrica de retificadoras em Vilnius. Com colegas, ele inventou uma retificadora especial de alta velocidade para a fábrica de automóveis do Volga.
Após estudar teologia e filosofia católica em Kaunas, Kondrusiewicz foi ordenado sacerdote lá em 31 de maio de 1981. De 1981 a 1986 foi vigário na Igreja de Santa Teresa e na Capela de Nossa Senhora da Misericórdia de Vilnius. Em 1985 obteve a licenciatura em teologia. De 1986 a 1987 foi vigário da Congregação Nossa Senhora em Druskininkai. Em 1987 voltou a Vilnius e foi Vigário da Congregação do Espírito Santo até fevereiro de 1988. Em 13 de fevereiro de 1988 tornou-se pároco nas paróquias de Nossa Senhora dos Anjos e São Francisco Xavier em Hrodna. No mesmo ano, ele recebeu o doutorado em teologia.
Em 10 de maio de 1989, o Papa João Paulo II o nomeou Bispo Titular de Hippo Diarrhytus e Administrador Apostólico da Arquidiocese de Minsk. Foi ordenado bispo pelo Papa João Paulo II em 20 de outubro do mesmo ano na Basílica de São Pedro; os co-consagradores foram o Arcebispo Edward Idris Cassidy e o Núncio Apostólico na Polônia, Francesco Colasuonno. Com o estabelecimento da Administração Apostólica para a Rússia Europeia em 13 de abril de 1991, Kondrusiewicz foi nomeado seu Administrador Apostólico baseado em Moscou. Naquela época, ele estava em um hospital em Moscou para tratamento, de modo que a posse oficial na Igreja de St. Louis não ocorreu até 28 de maio de 1991.
Em 11 de fevereiro de 2002, a Administração Apostólica foi elevada à Arquidiocese da Mãe de Deus em Moscou e Tadeusz Kondrusiewicz foi nomeado seu primeiro Arcebispo e Metropolita. Em 21 de setembro de 2007, o Papa Bento XVI o nomeou Arcebispo de Minsk-Mohilev. A inauguração cerimonial (entronização) ocorreu em 21 de novembro do mesmo ano em Minsk.
De 2015 até sua renúncia no início de 2021, ele foi presidente da Conferência dos Bispos da Bielorrússia, anteriormente de 2006 a 2015 seu vice-presidente.
Quando Kondrusiewicz quis retornar à Bielorrússia de uma peregrinação à Madona Negra de Czestochowa no final de agosto de 2020, ele foi impedido de entrar na fronteira, o que levou a protestos internacionais. As autoridades do presidente Aleksandr Lukashenko acusam-no de apoiar os protestos na Bielorrússia a partir de 2020. O Papa Francisco então enviou o Arcebispo Paul Gallagher, o Secretário do Vaticano para as Relações com os Estados, a Minsk para mostrar seu apoio. Após quatro meses, Kondrusiewicz foi capaz de retornar a Minsk para o Natal de 2020.

Imediatamente depois, em 3 de janeiro de 2021, seu 75º aniversário, o Papa Francisco aceitou sua renúncia por motivo de idade. Ao mesmo tempo, Kazimierz Wielikosielec, OP, foi nomeado Administrador Apostólico.